# Raketen (tidning)
Raketen. Folkpolitisk skämt- och nykterhetstidning för hela Sverge (stavades så) med utgivning från den 15 december 1892 till 29 juni 1893. 

## Historia
Utgivningsbevis för Raketen utfärdades för boktryckerifaktorn Alfred Stärner den 23 december 1889 i Köping; den redigerades av Wilhelm Braunerheim 1892, till 1893. Stärner var vid denna tid utgivare och redaktör för Bärgslagsbladet senare Bergslagsposten.
Årgången 1893 nummer nr 25 till 27 i juni hade öfvertiteln Svenska Politiken nr 8-10, då efter denna tidnings indragning Raketen lämnades såsom ersättning till dess prenumeranter. Från och med 6 juli 1893 var dessa sammanslagna tidningars titel ändrad till Svenska Politiken, med undertiteln Folkpolitisk skämt- och nyhetstidning, som sedan gavs ut från den 6 juli 1893 till 3 maj 1894 i Köping. Tidningen trycktes i Bärgslagsbladets tryckeri med antikva. Den kom ut en gång i veckan torsdagar med 4 sidor i folioformat med 4 spalter på satsytan 43,5 x 25 cm. Prenumeration kostade en kronor.